# Luigi Enrico di Nassau-Dillenburg
Luigi Enrico di Nassau-Dillenburg (Saarbrücken, 9 maggio 1594 – Dillenburg, 12 luglio 1662) fu conte, e dal 1654 principe di Nassau-Dillenburg. Durante la guerra dei trent'anni, egli fu un alto ufficiale, salendo al grado di maggior generale. Prima del 1635, egli faceva parte della parte protestante; dopo il 1635, prestò servizio nell'esercito imperiale.

## Infanzia ed educazione
Era figlio del conte Giorgio di Nassau-Beilstein che in seguito diventò conte di Nassau-Dillenburg. Sua madre era la contessa Anna Amalia di Nassau-Saarbrücken. Luigi Enrico fu educato prima alla corte di Dillenburg e successivamente all'accademia di Herborn. Fece poi un Grand Tour in Francia e nei Paesi Bassi. Ricevette il suo addestramento militare sotto il principe Maurizio di Orange-Nassau. Già nel 1614, partecipò al soccorso di Emmerich, che fu assediata dagli spagnoli.
Luigi Enrico e suo fratello Alberto ereditò Nassau-Dillenburg nel 1623. Regnarono congiuntamente, fino alla morte di Alberto nel 1626 e Luigi Enrico diventò l'unico sovrano.

## Il consigliere Hoen e politiche interne
L'imperatore aveva messo fuori legge i conti di Nassau-Dillenburg e Nassau-Hadamar con l'accusa di sostegno all'elettore palatino Federico V. L'imperatore aveva assegnato i loro possedimenti a Giovanni VIII di Nassau-Siegen. Questa sentenza non fu mai eseguita, grazie agli sforzi di Giovanni Luigi di Nassau-Hadamar. Ciononostante, l'occupazione militare di Nassau-Dillenburg dal 1622 in poi, mise a dura prova la sua terra. Luigi Enrico vide la riduzione di questo danno come suo compito principale. Egli giocò solo un ruolo relativamente modesto. Le politiche erano principalmente elaborate e realizzate da suo consigliere, il pubblicista e docente Philipp Heinrich Hoen (Hoenosius). Hoen amministrò anche il paese durante i lunghi periodi di assenza di Luigi Enrico. Egli rappresentò anche gli interessi del casato di Nassau e l'Associazione dei Conti Imperiali di Wetterau  nei negoziati che portarono alla pace di Vestfalia.

## Al servizio protestante
Luigi Enrico inizialmente sosteneva l'Unione Evangelica. Si unì all'esercito di Gustavo II Adolfo di Svezia come colonnello. Egli guidò un reggimento di fanteria e in seguito un reggimento di cavalleria. Le sue truppe si distinsero in varie battaglie, e lo stesso Luigi Enrico mostrò coraggio personale. Si distinse in particolare durante l'assalto di città fortificate e fortezze, come la cattura di Braunfels nel 1635.

## Al servizio imperiale
Più tardi quell'anno quando la guerra sembrava volgere contro gli svedesi, Luigi Enrico cambiò fazione e si unì agli imperiali. Servì l'imperatore come alto ufficiale e unì le sue forze a quelle del langravio Giorgio II d'Assia-Darmstadt. Nel 1637, ottenne il rango di maggior generale e marciò in Sassonia. Egli poi godette del favore imperiale alla corte di Praga. Nel 1654, fu ricompensato per i suoi servigi venendo elevato a principe imperiale.

## Politiche interne dopo il 1649
Dopo la morte di Hoen nel 1649, Luigi Enrico cercò di imporre a Dillenburg una politica assolutistica. Fu un successo solo parziale. Egli inoltre tentò di sostenere l'accademia di Herborn, che era stata gravemente colpita dalla guerra, ma alla fine perse interesse.
Luigi Enrico morì nel 1662. Dal momento che il maggiore dei suoi figli maschi, Giorgio Luigi era morto nel 1656, Dillenburg fu ereditata dal nipote Enrico.

## Famiglia
Luigi Enrico si sposò tre volte. Nel 1616, sposò la sua prima moglie, la contessa Caterina di Sayn-Wittgenstein (1588–1651), figlia del conte Ludovico I di Sayn-Wittgenstein. La coppia ebbe i seguenti figli:
- Anna (1616–1649), sposò:
  1. nel 1638 il conte Filippo di Wied (morto nel 1638)
  2. nel 1646 il conte Cristiano di San-Wittgenstein (morto nel 1675)
- Giorgio Luigi (1618–1656), principe ereditario di Nassau-Dillenburg, sposò nel 1638 Augusta Anna, figlia del duca Enrico Giulio di Brunswick-Wolfenbüttel
- Elisabetta (1619–1665)
- Giuliana (1620–1622)
- Alberto (1621–1622)
- Caterina (1622–1631)
- Luisa (1623–1665), sposò nel 1646 Giovanni Luigi di Isenburg-Büdingen (morto nel 1685)
- figlia senza nome (1624)
- Enrico (1626–1627)
- Maddalena (1628–1663), sposò nel 1662 Cristiano Maurizio di Isenburg-Büdingen (morto nel 1664)
- Adolfo (1629–1676), principe di Nassau-Schaumburg, sposò nel 1653 Carlotta (1640–1707), figlia di Peter Melander von Holzappel
- Filippo (1630–1657)
- una coppia di gemelli senza nome (1631)
- Maria Eleonora (1632–1633)

Dopo la morte di Caterina, in 1653 sposò la wild- e renegravia Elisabetta di Salm-Dhaun (1593–1656), figlia del wild- e renegravio Adolfo Enrico di Dhaun-Neufviller. Tuttavia, ella morì poco dopo le nozze.
Nel 1656, sposò la sua terza moglie, sua cugina Sofia Maddalena di Nassau-Hadamar (1622–1658), figlia del fratellastro di suo padre Giovanni Ludovico di Nassau-Hadamar. Ebbero tre figli:
- Augusto (1657–1680)
- Carlo (1658–1659)
- Luigi (1658-1658)

## Ascendenza
|                                                                    |                                       |                                            | Genitori                                              |  |  | Nonni |  |  | Bisnonni                                |  |  | Trisnonni                              |  |
|                                                                    |                                       |                                            |                                                       |  |  |       |  |  | Guglielmo I, conte di Nassau-Dillenburg |  |  | Giovanni V, conte di Nassau-Dillenburg |  |
|                                                                    |                                       |                                            |                                                       |  |  |       |  |  | Guglielmo I, conte di Nassau-Dillenburg |  |  | Giovanni V, conte di Nassau-Dillenburg |  |
|                                                                    |                                       | Elisabetta d'Assia-Marburg                 |                                                       |  |  |       |  |  | Guglielmo I, conte di Nassau-Dillenburg |  |  |                                        |  |
| Giovanni VI, conte di Nassau-Dillenburg                            |                                       |                                            |                                                       |  |  |       |  |  | Guglielmo I, conte di Nassau-Dillenburg |  |  |                                        |  |
|                                                                    |                                       | Giuliana di Stolberg-Wernigerode           | Bodo VIII, conte di Stolberg-Wernigerode              |  |  |       |  |  |                                         |  |  |                                        |  |
|                                                                    |                                       | Giuliana di Stolberg-Wernigerode           | Bodo VIII, conte di Stolberg-Wernigerode              |  |  |       |  |  |                                         |  |  |                                        |  |
|                                                                    |                                       | Giuliana di Stolberg-Wernigerode           | Anna di Eppstein-Königstein                           |  |  |       |  |  |                                         |  |  |                                        |  |
| Giorgio V, conte di Nassau-Dillenburg                              |                                       | Giuliana di Stolberg-Wernigerode           |                                                       |  |  |       |  |  |                                         |  |  |                                        |  |
|                                                                    |                                       | Giorgio III, langravio di Leuchtenberg     | Giovanni IV, langravio di Leuchtenberg                |  |  |       |  |  |                                         |  |  |                                        |  |
|                                                                    |                                       | Giorgio III, langravio di Leuchtenberg     | Giovanni IV, langravio di Leuchtenberg                |  |  |       |  |  |                                         |  |  |                                        |  |
|                                                                    |                                       | Giorgio III, langravio di Leuchtenberg     | Margherita di Schwarzburg-Blankenburg                 |  |  |       |  |  |                                         |  |  |                                        |  |
| Elisabetta di Leuchtenberg                                         |                                       | Giorgio III, langravio di Leuchtenberg     |                                                       |  |  |       |  |  |                                         |  |  |                                        |  |
|                                                                    |                                       | Barbara di Brandenburgo-Ansbach-Kulmbach   | Federico I, margravio di Brandeburgo-Ansbach-Kulmbach |  |  |       |  |  |                                         |  |  |                                        |  |
|                                                                    |                                       | Barbara di Brandenburgo-Ansbach-Kulmbach   | Federico I, margravio di Brandeburgo-Ansbach-Kulmbach |  |  |       |  |  |                                         |  |  |                                        |  |
|                                                                    |                                       | Barbara di Brandenburgo-Ansbach-Kulmbach   | Sofia di Polonia                                      |  |  |       |  |  |                                         |  |  |                                        |  |
| Luigi Enrico, principe di Nassau-Dillenburg                        |                                       | Barbara di Brandenburgo-Ansbach-Kulmbach   |                                                       |  |  |       |  |  |                                         |  |  |                                        |  |
|                                                                    | Filippo III, conte di Nassau-Weilburg | Luigi I, conte di Nassau-Weilburg          |                                                       |  |  |       |  |  |                                         |  |  |                                        |  |
|                                                                    | Filippo III, conte di Nassau-Weilburg | Luigi I, conte di Nassau-Weilburg          |                                                       |  |  |       |  |  |                                         |  |  |                                        |  |
|                                                                    | Filippo III, conte di Nassau-Weilburg | Maria Margherita di Nassau-Wiesbaden       |                                                       |  |  |       |  |  |                                         |  |  |                                        |  |
| Filippo IV, conte di Nassau-Weilburg e conte di Nassau-Saarbrücken | Filippo III, conte di Nassau-Weilburg |                                            |                                                       |  |  |       |  |  |                                         |  |  |                                        |  |
|                                                                    |                                       | Amalia di Isenburg-Büdingen-Birstein       | Giovanni V, conte di Isenburg-Büdingen-Birstein       |  |  |       |  |  |                                         |  |  |                                        |  |
|                                                                    |                                       | Amalia di Isenburg-Büdingen-Birstein       | Giovanni V, conte di Isenburg-Büdingen-Birstein       |  |  |       |  |  |                                         |  |  |                                        |  |
|                                                                    |                                       | Amalia di Isenburg-Büdingen-Birstein       | Anna di Schwarzburg-Sondershausen                     |  |  |       |  |  |                                         |  |  |                                        |  |
| Anna Amalia di Nassau-Weilburg                                     |                                       | Amalia di Isenburg-Büdingen-Birstein       |                                                       |  |  |       |  |  |                                         |  |  |                                        |  |
|                                                                    |                                       | Francesco, conte di Manderscheid-Virneburg | Teodorico IV, conte di Manderscheid-Virneburg         |  |  |       |  |  |                                         |  |  |                                        |  |
|                                                                    |                                       | Francesco, conte di Manderscheid-Virneburg | Teodorico IV, conte di Manderscheid-Virneburg         |  |  |       |  |  |                                         |  |  |                                        |  |
|                                                                    |                                       | Francesco, conte di Manderscheid-Virneburg | Margherita di Sombreffe                               |  |  |       |  |  |                                         |  |  |                                        |  |
| Erica di Manderscheid-Virneburg                                    |                                       | Francesco, conte di Manderscheid-Virneburg |                                                       |  |  |       |  |  |                                         |  |  |                                        |  |
|                                                                    |                                       | Anna di Isenburg-Neumagen                  | Salentin VII, conte di Isenburg-Neumagen              |  |  |       |  |  |                                         |  |  |                                        |  |
|                                                                    |                                       | Anna di Isenburg-Neumagen                  | Salentin VII, conte di Isenburg-Neumagen              |  |  |       |  |  |                                         |  |  |                                        |  |
|                                                                    |                                       | Anna di Isenburg-Neumagen                  | Elisabetta di Hunolstein                              |  |  |       |  |  |                                         |  |  |                                        |  |
|                                                                    |                                       | Anna di Isenburg-Neumagen                  |                                                       |  |  |       |  |  |                                         |  |  |                                        |  |